# 黄志毛蕨
黄志毛蕨（学名：Cyclosorus wangii）为金星蕨科毛蕨属下的一个种。